# 百名ヒロキ
百名 ヒロキ（ひゃくな ひろき、1994年1月4日 - ）は、日本の俳優、タレント。
沖縄県出身。血液型はO型。ヴォイスオブジャパン所属。

## 略歴
2017年4月1日、百名ヒロキとして開設したブログを更新。演出家・石丸さち子が代表の「Theatre Polyphonic」オーディションに合格し、2017年7月から上演された『ボクが死んだ日はハレ』で舞台デビュー。
2017年まではジャニーズ事務所でジャニーズJr.内グループ・Travis Japanのメンバーとして活動していた経歴がある。

## 人物
本籍地は沖縄県であるが、幼稚園から埼玉県で育った。

## 出演

### 舞台
- ミュージカル『ボクが死んだ日はハレ』（2017年7月12日 - 17日、シアター風姿花伝）- 佐藤ヒカル 役
- マクベス〜謀略の城（2017年11月3日 - 6日、スクエア荏原ひらつかホール）- 細川氏康 役
- ジェットラグプロデュース『終わらない世界』（2017年11月29日 - 12月3日、紀伊國屋ホール）- トモル 役
- GANTZ:L -ACT&ACTION STAGE-（2018年1月26日 - 2月4日、天王洲 銀河劇場） - 主演・玄野計 役[7]
- ミュージカル『マタ・ハリ』（2018年2月7日 - 18日、東京国際フォーラム ホールC） - ピエール 役
- 朗読ミュージカル『不徳の伴侶 infelicity』（2018年5月29日 - 6月3日、赤坂RED/THEATER）- 仏王フランソワ一世／夫ロバート・ダーンリ／息子ジェームズ一世 役
- 宝塚BOYS（2018年8月4日 - 19日、東京芸術劇場 プレイハウス / 8月22日、日本特殊陶業市民会館 ビレッジホール / 8月25日 - 26日、久留米シティプラザ ザ・グランドホール / 8月31日 - 9月2日、サンケイホールブリーゼ） - 竹田幹夫 役[8]
- ミュージカル『タイタニック』（2018年10月1日 - 13日、日本青年館ホール / 10月17日 - 22日、梅田芸術劇場 シアター・ドラマシティ）[9]
- ジェットラグプロデュース『見渡す限りの卑怯者』（2019年3月19日 - 24日、あうるすぽっと） - 権田 役[10]
- ACT×DANCE『ダブルフラット』（2018年12月26日 - 30日、赤坂RED/THEATER） - 主演・ベル 役（木内健人とW主演）[11]
- お月さまへようこそ（2019年7月16日 - 21日、BLACK A）[12]
- TBS SPARKLE × Age Global Networks 舞台『Three Rage』（2019年8月15日 - 18日、CBGKシブゲキ!!） - 佐島礼 役[13]
- ミュージカル『ボクが死んだ日はハレ』（2019年10月2日 - 8日、赤坂RED/THEATER）- 息子ひかる 役[14]
- ボクが死んだ日はハレ 打ち上げライブ（2019年10月24日、東京キネマ倶楽部）
- 音楽劇『ロード・エルメロイII世の事件簿 -case.剥離城アドラ-』（2019年12月15日 - 2020年1月19日、千葉県 / 東京都 / 大阪府 / 福岡県 / 東京都 5公演） - ハイネ・イスタリ 役[15]
- 戦国学園〜令和決戦!天下取り〜（2020年3月13日 - 18日、浅草花劇場） - 羽柴瓢箪 役[16]
- Theatre Polyphonic 第7回公演「秋元松代の世界」Vol.1 戦後を生きる庶民たち〜朗読劇上演「婚期」「虎の尾」「ことづけ」（2020年3月19日 - 22日、シアター風姿花伝）[17]
- 『COSMO★PLAYERS』僕と私とみんなで創る演劇〜主役はあなた〜（2020年9月7日 - 14日、全公演配信上演）[18]
- 恋、燃ゆる。〜秋元松代作『おさんの恋』より（2020年10月19日 - 11月15日、明治座）[19]
- チャオ！明治座祭10周年記念特別公演『忠臣蔵討入・る祭』（2020年12月28日 - 31日、明治座）[20]
- Broadway Musical「The PROM」Produced by 地球ゴージャス（2021年3月10日 - 4月13日、赤坂ACTシアター） [注 1] - ケビン 役[22]
- ゼロの無限音階（2021年7月8日 - 11日、銀座博品館劇場） - 早乙女零音 役[23]
- ミュージカル『フィスト・オブ・ノーススター〜北斗の拳〜』
  - （2021年12月 - 2022年1月、日生劇場 / 梅田芸術劇場メインホール / 愛知県芸術劇場 大ホール） - 青年トキ ほか 役[24]
  - （2022年9月 - 10月、Bunkamuraオーチャードホール / キャナルシティ劇場） - 青年トキ ほか 役[25]
- S-IST Stage「ひりひりとひとり」（2022年6月10日 - 19日、よみうり大手町ホール）[26]
- 演歌ミュージカル『明日に唄えば〜清き一曲お願いします〜』（2022年3月26日 - 30日、東京芸術劇場 シアターウエスト） - 風太 役[27][28]
- 東宝ミュージカル「RENT」（2023年3月8日 - 4月2日、シアタークリエ / 4月7日 - 4月9日、新歌舞伎座 / 4月12日 - 13日、愛知県芸術劇場大ホール ） - エンジェル 役（RIOSKEとWキャスト）[29]
- カラフル（2023年7月22日 - 8月6日、世田谷パブリックシアター / 8月12日・13日、兵庫県立芸術文化センター 阪急中ホール / 8月19日・20日、水戸芸術館ACM劇場 / 8月26日・27日、春日井市民会館） [30]
- A Brilliant Christmas（2023年11月2日 - 12日、ヒューリックホール東京 / 11月17日 - 19日、COOL JAPAN PARK OSAKA TTホール） - 主演・東条一輝 役（本田康祐とWキャスト）[31]
- 6ème. séance『それを言っちゃお終い』〜ストレートプレー〜（2023年12月7日 - 17日、六本木トリコロールシアター）[32]
- 『ROCK MUSICAL BLEACH』 - ウルキオラ・シファー 役
  - 〜Arrancar the Beginning〜（2024年5月12日 - 26日、天王洲 銀河劇場 / 5月31日 - 6月2日、COOL JAPAN PARK OSAKA WWホール）[33]
  - 〜Arrancar the Final〜（2025年2月8日 - 24日、天王洲 銀河劇場 / 3月1日 - 9日、COOL JAPAN PARK OSAKA WWホール）[34]
- True Colors THEATER『坂道-長崎、79年目の夏』（2024年8月14日 - 18日、六行会ホール）[35]
- Theatre Polyphonic 第7回公演 ミュージカル『翼の創世記』Genesis of Wings（2024年11月29日 - 12月25日、ブルースクエア四谷）[36]
- ミュージカル『憂国のモリアーティ』大英帝国の醜聞 Reprise（2025年5月16日 - 18日、シアターH / 5月23日 - 25日、京都劇場 / 5月30日 - 6月8日、天王洲 銀河劇場） - ルイス・ジェームズ・モリアーティ 役[37]
- つかこうへい戦後80年に問う 革命ミュージカル『新・幕末純情伝』（2025年8月8日 - 24日〈予定〉、紀伊國屋ホール） - 坂本龍馬 役[38][39]
- 萩・京都維新物語 世界遺産朗読劇『幕末松風録〜萩の章〜』（2025年9月13日 - 15日〈予定〉、萩明倫館 中庭） - 久坂玄瑞 役[40]
- ミュージカル『ALTAR BOYZ 2025』（2025年12月〈予定〉） - ABRAHAM 役[41]

### ラジオドラマ
- 青春アドベンチャー （NHK-FM）
  - 『ピアノdays』（2024年12月16日 - 20日）[42]